# Daffy Wood
Daffy Wood är en skog i Storbritannien.   Den ligger i distriktet Leeds i grevskapet West Yorkshire i riksdelen England, i den centrala delen av landet, 280 km norr om huvudstaden London.